# Hans-Joachim Mann

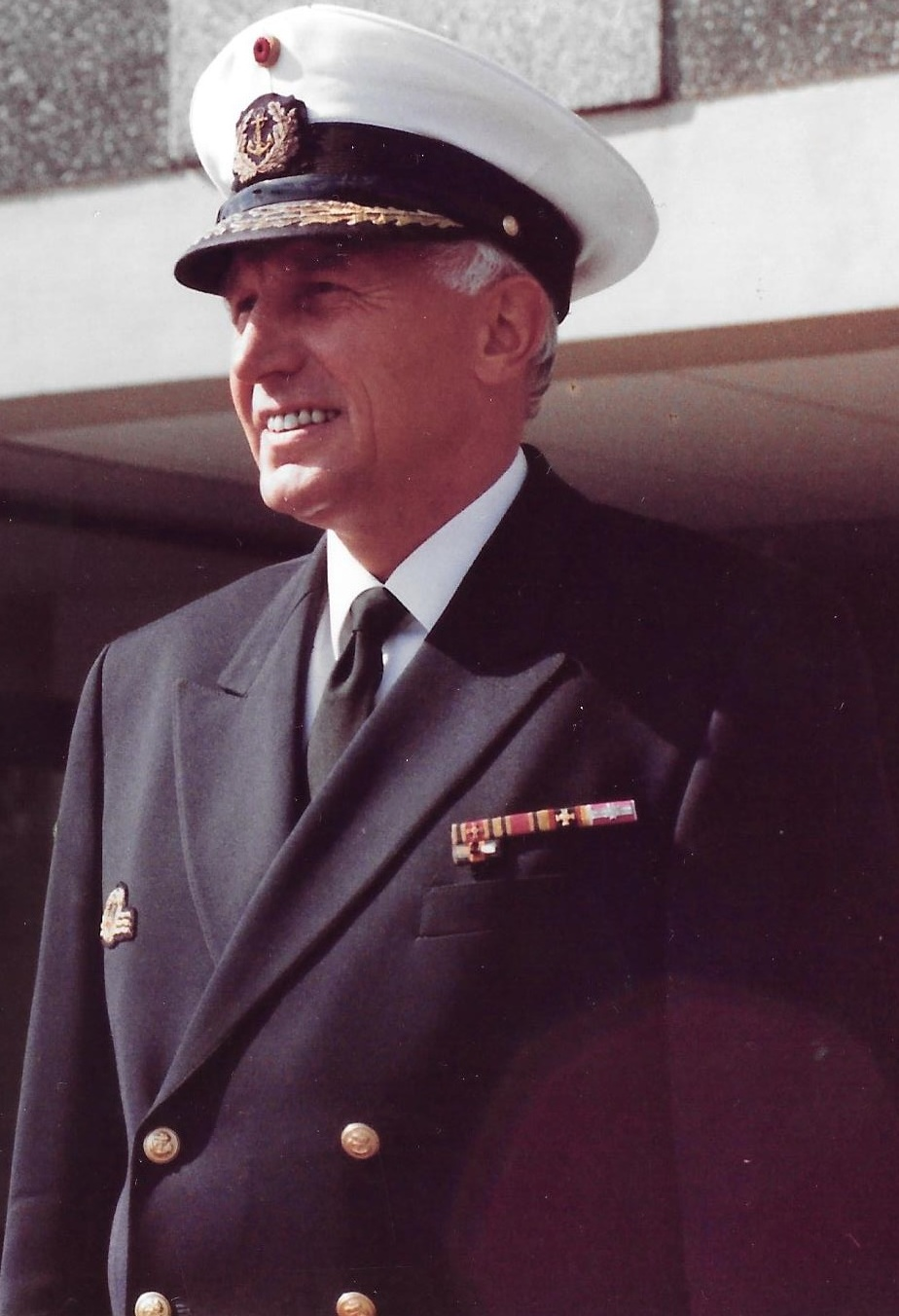
Hans-Joachim Mann (1990)

Hans-Joachim Mann (* 26. Juni 1935 in Stuttgart) ist ein deutscher Vizeadmiral außer Dienst der Bundeswehr und von 1986 bis 1991 Inspekteur der Marine.

## Werdegang
Mann studierte von 1955 bis 1956 in Tübingen und wurde 1955 Mitglied der Studentenverbindung AG Rothenburg.
In der Crew V/56 trat Mann in den Dienst der Bundesmarine. Er diente zunächst in der Marinefliegerdivision als Flugsicherungsoffizier, bevor er eine seemännische Laufbahn in der Zerstörerflottille einschlug. 1967–1970 war er Fachleiter für Taktik, anschließend Inspektionschef an der Marineortungsschule. Dort wurde er am 22. Dezember 1967 zum Korvettenkapitän befördert. Im Oktober 1970 wurde Mann Erster Offizier des Zerstörers Lütjens. Am 2. Mai 1971 zum Fregattenkapitän befördert wurde Mann im Oktober 1972 Kommandant des Zerstörers Mölders. Am 1. Oktober 1974 wurde er in dieser Funktion zum Kapitän zur See befördert.
Im April 1975 wurde Mann Gruppenleiter im Marineamt. Nach seiner Ausbildung am US Naval War College 1976–1977 wurde er im September 1977 Stellvertretender Kommandeur der Zerstörerflottille. Von April 1979 bis März 1981 war Mann Referatsleiter im Bundesministerium der Verteidigung. Am 1. April 1981 wurde er Kommandeur der Zerstörerflottille und gleichzeitig zum Flottillenadmiral befördert. Am 1. April 1983 wechselte er unter Beförderung zum Konteradmiral als Stellvertreter des Befehlshabers in das Flottenkommando. Am 1. April 1985 wurde er zum Befehlshaber der Flotte im Dienstgrad eines Vizeadmirals ernannt.
Am 1. Oktober 1986 wurde Mann Inspekteur der Marine. In dieser Funktion veranlasste er 1987 eine Bestandsaufnahme der Marine, die zu dem Ergebnis führte, dass es finanziell nicht möglich sein werde, den vorhandenen und langsam veraltenden Fuhrpark eins zu eins durch neue Schiffe und Flugzeuge zu ersetzen. Die daraus abgeleiteten Überlegungen führten zum Konzept der Flotte 2005, das in die im März 1991 veröffentlichten Zielvorstellungen der Marine (ZVM) einfloss und erhebliche Reduzierungen vorsah. Die Rahmenbedingungen hatten sich mit der 1990 vollzogenen deutschen Einheit verändert. Denn mit der Aufnahme der ehemaligen NVA verband sich die Forderung, die künftige Bundeswehr deutlich zu verkleinern. Mann gestaltete den Prozess der Übernahme der Volksmarine u. a. durch intensive persönliche Kontakte mit deren Führung und Offizieren. Er legte in diesem Zusammenhang großen Wert darauf, dem Personal der NVA bei allen Härten des Übergangs nicht mit der Attitüde des Siegers, sondern mit der Haltung des Partners zu begegnen. Nach Abschluss der Arbeit an den ZVM wurde Mann am 30. September 1991 in den Ruhestand versetzt.
Mann ist verheiratet und hat drei Kinder.

## Auszeichnungen
- Großes Verdienstkreuz des Verdienstordens der Bundesrepublik Deutschland (1990)